# Дания на «Евровидении-1964»
Дания принимала участие в «Евровидении 1964», проходившем в Копенгагене, в качестве принимающей страны, 21 марта 1964 года. Страну на конкурсе представил Бьорн Тидманн с песней «Sangen om dig», выступивший под номером 4. В этом году страна получила 4 балла, заняв таким образом девятое место. Комментатором конкурса стал Вигго Клаусен (DR TV), а глашатаем — Педро Бикер.
Бьорн Тидманн выступал в сопровождении оркестра под руководством Кая Мортенсена.

## Национальный отбор
| Номер | Артист                      | Песня                    | Баллы  | Место |
| ----- | --------------------------- | ------------------------ | ------ | ----- |
| 1     | Else & Preben Oxbøl         | «Mit private Grand Prix» | —      | —     |
| 2     | Bjørn Tidmand               | «Sangen om dig»          | 102171 | 1-е   |
| 3     | Vivian & Berit              | «Der er en forskel»      | —      | 2-е   |
| 4     | Ракель Растенни             | «Vi taler samme sprog»   | —      | —     |
| 5     | Отто Бранденбург            | «Stress»                 | —      | —     |
| 6     | Grethe Mogensen             | «Nattens melodi»         | —      | —     |
| 7     | Густав Винклер & Грета Сонк | «Ugler i mosen»          | —      | —     |
| 8     | Дарио Кампеотто             | «Shangri-la»             | —      | 3-е   |
| 9     | Grethe Thordahl & Fredrik   | «Polka i Grand Prix»     | —      | —     |

Национальный отбор, в формате Dansk Melodi Grand Prix, состоялся 15 февраля 1964 года в Tivoli Concerthall в Копенгагене, ведущим стал Bent Fabricius-Bjerre. Песня была выбрана путём зрительского голосования с помощью почты, результаты были объявлены 20 февраля, всего было подано 233465 голосов.
В отборе приняли участие Густав Винклер, представитель Дании на конкурсе в 1957, Ракель Растенни — в 1958, а также Дарио Кампеотто, участник «Евровидения-1961».

## Страны, отдавшие баллы Дании
Жюри каждой страны присуждало оценки 5, 3 и 1 трём наиболее понравившимся песням.
| Отдали Дании… | Отдали Дании… |
| 3 балла       | 1 балл        |
| ------------- | ------------- |
| Испания       | Норвегия      |

## Страны, получившие баллы от Дании
| 5 баллов | Норвегия   |
| 3 балла  | Финляндия  |
| 1 балл   | Нидерланды |